# Daru
Daru din Baekje (? -77, R. 28-77) a fost al doilea rege al Baekje, unul dintre cele Trei Regate ale Coreei.
El a fost fiul cel mare al monarhului fondator Onjo și a devenit moștenitorul tronului în anul 10. El a devenit rege la moartea cuiva.
Potrivit Samguk Sagi, el a ordonat cultivarea terenurilor la sud, și a interzis fermentarea de alcool în 38 din cauza unei recolte slabe.
Samguk Sagi înregistrează multe bătălii împotriva "Malgal" în timpul domniei lui Daru. Nu este clar care aceasta se referă la, ca triburile Mohe se crede ca au ocupat Manciuria nord-vest a nordul regat coreean Goguryeo, departe de capitala Baekje (presupune, în general, să fi fost în de astăzi regiunea Seul). "Malgal" nu par să se refere la oamenii care au fondat Buyeo Baekje, nici la triburile confederație Mahan subjugate de Baekje. Ei par să fi rămas din perioada anterioară, incitat de commanderies chinezi pentru a ataca Baekje. Luptele indică faptul că Baekje ca o nouă putere era încă în expansiune controlul asupra Peninsula Coreeană centrale.
El a câștigat o bătălie împotriva Malgal din 30-31. Când Malgal atacat frontiera de nord în 55, el a construit castelul Ugok (우 곡성 / 牛 谷城) în 56.
În 63, el se spune că a trimis un emisar la starea coreeană rival Silla. În 64, a atacat Silla la Castelul Jusan, dar a fost învins la Castelul Guyang. În 66, el a atacat și capturat Silla Castelul Wasan (와산 성 / 蛙 山城). El a capturat scurt Jusan în 66 și 75, dar Silla le câștigat înapoi.